# Dedicato a Frazz
Dedicato a Frazz è l'unico album in studio del gruppo musicale italiano Semiramis, pubblicato nell'ottobre 1973 dalla Trident Records

## Il disco
Si tratta di un concept album basato sulla storia del clown Frazz (si noti che Frazz è l'acronimo dei musicisti che incisero il disco), personaggio inventato dal bassista Marcello Reddavide:
(Paolo Faenza intervistato nel 2017)
Dal lato musicale, il disco presenta sonorità tra il rock progressivo romantico (soprattutto per l'uso del mellotron alla Genesis) e l'hard rock.
La copertina, ispirata da René Magritte, è opera del grafico Gordon Faggetter.
Nel 1989 viene ristampato su CD con l'aggiunta del brano Per una strada affollata (parte 2).

## Tracce
Testi di Marcello Reddavide, musiche di Michele Zarrillo.
Lato A
1. La bottega del rigattiere – 5:58
2. Luna Park – 4:28
3. Uno zoo di vetro – 3:57

Lato B
1. Per una strada affollata (parte 1) – 4:23
2. Per una strada affollata (parte 2) – 3:03 – presente nella ristampa in CD del 1989
3. Dietro una porta di carta – 3:10
4. Frazz – 5:06
5. Clown – 4:30

## Formazione
- Michele Zarrillo – voce, chitarra elettrica
- Giampiero Artegiani – chitarra acustica, chitarra classica, tastiera
- Marcello Reddavide – basso
- Maurizio Zarrillo – tastiera
- Paolo Faenza – batteria, vibrafono